# Marina Machete
Marina Machete Reis (Palmela, 1 de octubre de 1995) es una modelo y reina de belleza transgénero portuguesa, ganadora del concurso Miss Universo Portugal 2023. Representó a Portugal en Miss Universo 2023, en San Salvador, El Salvador. Es la segunda mujer transgénero en competir en Miss Universo 2023, después de Rikkie Valerie Kolle de Países Bajos.

## Vida personal
Machete nació el 1 de octubre de 1995 en Palmela, del distrito de Setúbal. Desde su adolescencia ha estado involucrada en varios proyectos sociales en Portugal.
En 2018, Machete comenzó a trabajar como comisaria de a bordo.

## Concurso de belleza

### Miss Universo Portugal 2023
El 5 de octubre de 2023, Machete representó a   Palmela en Miss Universo Portugal 2023 y compitió contra otras 16 candidatas en el Pabellón de Eventos de Borba, en Borba. Ganó el título y fue coronada por Telma Madeira, su predecesora, convirtiéndose en la primera mujer transgénero en competir en Miss Universo Portugal.

### Miss Universo 2023
El 18 de noviembre de 2023, Machete representó a Portugal en Miss Universo 2023 en San Salvador, El Salvador, clasificando entre las 20 semifinalistas del certamen y es la primera mujer transgénero en ser llamada dentro del grupo de semifinalistas del concurso Miss Universo.